# Giorgio Cecchetti
Giorgio Cecchetti (* 11. September 1944) ist ein ehemaliger san-marinesischer Skirennläufer.

## Biografie
Giorgio Cecchetti nahm bei den Olympischen Winterspielen 1976 in Innsbruck teil. Er startete im Riesenslalomrennen, wo er den 51. Platz belegte. Er war dank seiner Startnummer der erste Athlet aus San Marino, der bei Olympischen Winterspielen antrat. Bei der Premiere San Marinos an Olympischen Winterspielen nahm zudem Maurizio Battistini teil, der nach Cecchetti startete, jedoch ausschied.